# François-Xavier de Donnea

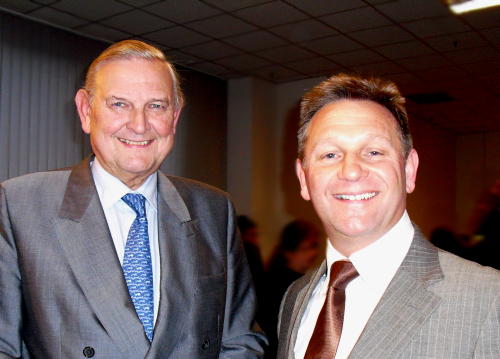
François-Xavier de Donnea (z lewej) i przedsiębiorca Colin Evans

François Xavier Gustave Marie Joseph Corneille Hubert rycerz de Donnea de Hamoir (ur. 29 kwietnia 1941 w Edegem) – belgijski i waloński polityk i ekonomista, wieloletni parlamentarzysta, były burmistrz Brukseli i minister-prezydent Regionu Stołecznego.

## Życiorys
Pochodzi z arystokratycznego rodu, posiada tytuł szlachecki rycerza (ridder). Ukończył ekonomię na Katolickim Uniwersytecie w Lowanium, następnie studia podyplomowe (MBA) na University of California w Berkeley. Na Uniwersytecie Erazma w Rotterdamie uzyskał doktorat z ekonomii. Był pracownikiem naukowym, w latach 1982–1997 zajmował stanowisko profesora Université catholique de Louvain.
Zaangażował się też w działalność walońskiej Partii Reformatorsko-Liberalnej, współtworzącej od 2002 Ruch Reformatorski. W latach 1981–1985 był członkiem Izby Reprezentantów. Następnie przez cztery lata zasiadał w Senacie. Od 1989 do 1991 sprawował mandat posła do Parlamentu Europejskiego. Powrócił następnie do Senatu (do 1995), po czym do 2000 wchodził ponownie do Izby Reprezentantów.
W okresie 1983–1985 pełnił funkcję sekretarza stanu ds. współpracy na rzecz rozwoju. Później do 1988 sprawował urząd ministra obrony w rządzie Wilfrieda Martensa. Od 1995 do 2000 był burmistrzem Brukseli, następnie przez trzy lata wykonywał obowiązki ministra-prezydenta Regionu Stołecznego, odpowiadając we władzach tego regionu także za badania naukowe.
W 2003 kolejny raz zasiadł w federalnej Izbie Reprezentantów, w 2007 uzyskał reelekcję na następną czteroletnią kadencję. Brał aktywny udział w rokowaniach koalicyjnych w trakcie kryzysu politycznego. M.in. z polecenia króla Alberta II był jednym z trzech negocjatorów mających doprowadzić do kontynuacji rozmów na temat reformy konstytucyjnej. W przedterminowych wyborach w 2010 utrzymał miejsce w parlamencie.